# Shangri-La Toronto
Scotia Plaza – wieżowiec w Toronto, w Kanadzie. Budynek został otwarty w 2012 roku. Ma 65 kondygnacji i 214 m wysokości.